# سیدنی جی. فیوری
سیدنی جوزف فیوری (انگلیسی: Sidney Joseph Furie؛ زادهٔ ۲۸ فوریهٔ ۱۹۳۳) کارگردان فیلم، فیلم‌نامه‌نویس و تهیه‌کننده فیلم کانادایی تباری است که بیشتر به خاطر فعالیت گسترده‌اش در سینمای بریتانیا و سینمای آمریکا بین دهه ۱۹۶۰ و اوایل دهه ۱۹۸۰ شناخته می‌شود. مانند هم عصرانش نورمن جویسون و تد کاچف، او یکی از اولین کارگردانان کانادایی بود که در زمانی که صنعت فیلم آن عملاً وجود نداشت، در خارج از کشور مادری خود به موفقیت‌های اصلی انتقادی و مالی دست یافت. همچنین او برنده جایزه فیلم بفتا و نامزد نخل طلا برای کارش در فیلم تحسین شده دلهره‌آور و جاسوسی پرونده ایپکرس (۱۹۶۵) با بازی مایکل کین شد.

## فیلم‌شناسی
- عصر خطرناک (۱۹۵۸)
- تابوت دکتر خون (۱۹۶۱)
- پسرها (۱۹۶۲)
- پسران چرم پوش (۱۹۶۴)
- پرونده ایپکرس (۱۹۶۵)
- آپالوزا (۱۹۶۶)
- دونده برهنه (۱۹۶۷)
- وکیل (۱۹۷۰)
- فاوزهای کوچک و هالی بزرگ (۱۹۷۰)
- بانو بلوز می‌خواند (۱۹۷۲)
- اصابت! (۱۹۷۳)
- شیلا لوین مرده‌است و در نیویورک زندگی می‌کند (۱۹۷۵)
- گیبل و لمبارد (۱۹۷۶)
- پسران در کمپانی سی (۱۹۷۷)
- خواننده جاز (۱۹۸۰)
- موجودیت (۱۹۸۲)
- قلب‌های ارغوانی (۱۹۸۴)
- عقاب آهنی (۱۹۸۶)
- سوپرمن ۴: در جستجوی صلح (۱۹۸۷)
- عقاب آهنی ۲ (۱۹۸۸) همچنین نویسنده
- تصرف بورلی هیلز (۱۹۹۱)
- کفش‌دوزک (۱۹۹۲)
- عقاب آهنی در حمله (۱۹۹۵)
- نقطه توخالی (۱۹۹۶)
- برترین‌های جهان (۱۹۹۷)
- خشم (۱۹۹۷)
- پنج همسر من (۲۰۰۰)
- ریسمان (۲۰۰۰)
- تحت آتش سنگین (۲۰۰۱)
- بدعت جهانی (۲۰۰۲)
- جریمه (۲۰۰۳)
- ضربه مستقیم (۲۰۰۴)
- اقدام عملی (۲۰۰۴)
- سربازهای آمریکایی (۲۰۰۵)
- کهنه‌سرباز (۲۰۰۶)
- چهار اسب سوار (۲۰۰۸)
- قابل اعتمادها (۲۰۱۴)

## جوایز
- جایزه بفتای بهترین فیلم (۱۹۶۶)